# اوه سه یونگ
اوه سه یونگ (کره‌ای: 오세영؛ زادهٔ ۲۱ ژوئن ۱۹۹۶) بازیگر اهل کره جنوبی است. او در مجموعه‌های تلویزیونی از جمله سی و نه، آلیس و زیبایی درون ایفای نقش کرده‌است. او همچنین در فیلم‌های کابوس، هزار سال بعد، هیچ‌کس نیست و دفتر خاطرات ایفای نقش کرده‌است.

## فیلم‌شناسی

### مجموعه تلویزیونی
| سال       | عنوان       | نقش         | منابع  |
| --------- | ----------- | ----------- | ------ |
| ۲۰۱۸      | زیبایی درون | جو گا یونگ  | [ ۷ ]  |
| ۲۰۱۹      | وی‌آی‌پی      | هان سو می   | [ ۱ ]  |
| ۲۰۲۰      | آلیس        | شی یونگ     | [ ۸ ]  |
| ۲۰۲۲      | سی و نه     | جو هه جین   | [ ۹ ]  |
| ۲۰۲۲      | کور         | بک جی اون   | [ ۱۰ ] |
| ۲۰۲۴–۲۰۲۳ | ازدواج سوم  | کانگ سه ران | [ ۱۱ ] |

### مجموعه اینترنتی
| سال  | عنوان                      | نقش        | منابع  |
| ---- | -------------------------- | ---------- | ------ |
| ۲۰۱۸ | طعم گربه                   | هان یه     | [ ۱ ]  |
| ۲۰۱۸ | تخیل تو به واقعیت می‌پیوندد | سو رام     | [ ۱ ]  |
| ۲۰۱۹ | کلاس قرار گذاشتن           | چا جو وون  | [ ۱۲ ] |
| ۲۰۱۹ | بار گربه                   | پارک ها نا | [ ۱۳ ] |
| ۲۰۲۲ | راکت‌شیپ من                 | کیم        | [ ۱۴ ] |

## تئاتر
| سال  | عنوان           | عنوان کره‌ای | نقش   | منابع |
| ---- | --------------- | ----------- | ----- | ----- |
| ۲۰۱۷ | کیونگ سونگ جی‌ئه | 경성지애    | جی آه | [ ۱ ] |
| ۲۰۱۷ | محاکمه          | 시련        | لیدی  | [ ۱ ] |
| ۲۰۱۸ | بازگشت به خانه  | 년 집으로   | تانکا | [ ۱ ] |